# Décio Paulino
Décio Paulino (em latim: Decius Paulinus) foi um nobre romano do século VI, ativo no Reino Ostrogótico.

## Vida
Décio Paulino era membro da distinta família senatorial dos Décios e foi filho de Basílio Venâncio, o cônsul em 508, e irmão de Décio, cônsul em 529. Deve ter tido ainda ao menos outro irmão, que também foi designado ao consulado. No fim de 533, o rei Atalarico enviou cartas a ele e ao senado anunciando previamente a nomeação de Décio ao consulado do ano seguinte. Em 534, quando tornar-se-ia cônsul ordinário do Ocidente, com o imperador Justiniano (r. 527–565) como seu colega oriental, ainda era jovem.